# Roberto Mario Fano
Roberto Mario Fano, noto anche con il nome anglicizzato Robert Mario Fano (Torino, 11 novembre 1917 – Naples, 13 luglio 2016), è stato un informatico e ingegnere italiano naturalizzato statunitense.

## Biografia
Figlio del matematico Gino Fano, fratello del fisico italo-statunitense Ugo Fano e cugino del matematico Giulio Racah, studiò ingegneria al Politecnico di Torino e nel 1939, all'età di 22 anni, si trasferì negli Stati Uniti a causa delle leggi razziali volute da Mussolini e promulgate dal regime fascista. 
Stabilitosi a Boston, ottenne la laurea in scienze al Massachusetts Institute of Technology (MIT), e partecipò al programma di studio "MIT Radiation Laboratory". Dal 1950 al 1953 contribuì agli studi sul radar, guidando il Radar Techniques Group al MIT Lincoln Laboratory. 
In seguito diventò docente emerito di ingegneria elettronica e di scienza dell'informazione presso la stessa università, dove ha lavorato fino a tarda età. Fano è noto principalmente per i suoi lavori sulla teoria dell'informazione, avendo sviluppato (in collaborazione con Claude Shannon) i codici di Shannon-Fano. Nei primi anni sessanta, fu partecipe dello sviluppo dei sistemi di computer in time-sharing ed ha prestato servizio come direttore del Project MAC del MIT fin dalla sua fondazione nel 1963 e fino al 1968. In questa posizione dimostrò tutta la sua integrazione nella società adottiva statunitense e la sua capacità di essere un "rivoluzionario", abbracciando senza timori i nuovi indirizzi di sviluppo del computer come mezzo di comunicazione. 
Fano è stato membro dell'Accademia nazionale delle scienze, dell'Accademia Americana delle Arti e delle Scienze e dell'Istituto Americano degli Ingegneri elettrici ed elettronici. Ha ricevuto il "Claude E. Shannon Award" nel 1976 per il suo lavoro nella teoria dell'informazione.
Il 6 giugno del 2005 ha ricevuto la laurea ad Honorem in ingegneria delle telecomunicazioni dal Politecnico di Torino per i suoi studi sulla teoria dell'informatica e dei campi elettromagnetici.

## Opere
Oltre al suo lavoro sulla teoria informatica, Fano ha pubblicato articoli e libri sui sistemi a microonde, elettromagnetismo, teoria delle reti e sulla formazione tecnica universitaria.
Tra le sue pubblicazioni:
- Con George L. Ragan: Microwave Transmission Circuits, vol. 9, in Radiation Laboratory Series (New York: McGraw-Hill, 1948), come coautore.
- Con Lan Jen Chu e Richard B. Adler: Electromagnetic Energy Transmission and Radiation (New York: Wiley, 1960)
- Con Lan Jen Chu e Richard B. Adler: Electromagnetic Fields, Energy, and Forces (New York: Wiley, 1960)
- Transmission of Information: A Statistical Theory of Communications, Wiley and MIT Press, New York, 1961.